# Direction des écoles (Finlande)
La direction des écoles (finnois : Kouluhallitus, suédois : Skolstyrelsen), jusqu'en 1918, direction des activités scolaires (finnois : Koulutoimen ylihallitus, suédois : Överstyrelsen för skolväsendet), est un organisme gouvernemental finlandais.

## Histoire
De 1870 à 1991, la direction des écoles était responsable des affaires scolaires et des bibliothèques.
Le 1er avril 1991, la direction des écoles a fusionné avec la direction de l'enseignement professionnel (fi), pour former l'Agence nationale de l'éducation.

## Directeurs
Les directeurs successifs de l'organisme ont été:
- Casimir von Kothen 1870–1873
- Lorenz Lindelöf 1874–1902
- Yrjö Koskinen Yrjö-Koskinen 1902–1917
- Mikael Soininen 1917–1924
- Oskari Mantere 1924–1942
- Lauri Arvi Pellervo Poijärvi 1942–1945
- Yrjö Ruutu 1945–1950
- Reino Oittinen 1950–1972
- Erkki Aho 1973–1991